# São João d'Oeste
São João d`Oeste é um distrito do município brasileiro de Cascavel, no estado do Paraná.